# ملعب برنسس أوتو
ملعب برنسس أوتو (بالإنجليزية: Princess Auto Stadium)‏، سابقًا إنفستورز غروب فيلد (بالإنجليزية: Investors Group Field)‏ وتُختصر إلى إي جي فيلد (بالإنجليزية: IG Field)‏، هو ملعب متعدد الأغراض يقع في وينيبيغ، مانيتوبا، كندا. وهو الملعب الحالي لفريق نادي فالور الكندي الذي يلعب في الدوري الكندي لدرجة الاولى الذي بدأ في سنة 2019 وهو أول نسخة لهذا الدوري الذي بدأ حديثا وهو الدوري الرئيسي في كندا.

## وصلات خارجية
- الموقع الرسمي